# Albatross Golf Resort
Albatross is een golfresort bij het plaatsje Vysoký Újezd ten zuidwesten van Praag.
De 18-holes golfbaan werd in 2009 geopend en heeft een par van 72. 

## Golf Academy
De golfschool werd in april 2010 geopend door David Carter, een Engelse pro die in de negentiger jaren  de World Cup met Nick Faldo won en twee toernooien op de Europese Tour. 

## Toernooien
- Raiffeisenbank Prague Golf Masters van de Ladies European Tour
  - 2011:  Jade Schaeffer (-13)
  - 2012:  Melissa Reid (-9)
- D+D Real Czech Masters van de Europese PGA Tour: 2014-2018 
  - 2014: 21-24 augustus

Afstanden vanaf de herenbacktees:
| Hole   | 1   | 2   | 3   | 4   | 5   | 6   | 7   | 8   | 9   | 1-9  | 10  | 11  | 12  | 13  | 14  | 15  | 16  | 17  | 18  | 10-18 | Totaal |
| ------ | --- | --- | --- | --- | --- | --- | --- | --- | --- | ---- | --- | --- | --- | --- | --- | --- | --- | --- | --- | ----- | ------ |
| Meters | 492 | 360 | 200 | 347 | 413 | 318 | 178 | 442 | 532 | 3282 | 530 | 388 | 494 | 197 | 358 | 425 | 198 | 448 | 369 | 3407  | 6689   |
| Par    | 5   | 4   | 3   | 4   | 4   | 4   | 3   | 4   | 5   | 36   | 5   | 4   | 5   | 3   | 4   | 4   | 3   | 4   | 4   | 36    | 72     |

## Trivia
Praag heeft nog twee golfclubs:
- Prague City Golf Club, geopend in 2009, werd aangelegd i.s.m. Alex Čejka; hij heeft 18 holes en ligt binnen de stadsgrenzen;
- De Konopiste Golf Resort, geopend in 2002, ligt op een voormalig landgoed buiten de stad en heeft twee 18 holesbanen. Het landhuis fungeert als clubhuis en hotel.